# Sainte-Feyre-la-Montagne
Sainte-Feyre-la-Montagne – miejscowość i gmina we Francji, w regionie Nowa Akwitania, w departamencie Creuse.
Według danych na rok 1990 gminę zamieszkiwały 144 osoby, a gęstość zaludnienia wynosiła 21 osób/km² (wśród 747 gmin Limousin Sainte-Feyre-la-Montagne plasuje się na 477. miejscu pod względem liczby ludności, natomiast pod względem powierzchni na miejscu 622.).